# Шеху Абдуллахі
Шеху Абдуллахі (англ. Shehu Abdullahi, нар. 12 березня 1993, Сокото) — нігерійський футболіст, захисник клубу «Омонія» та національної збірної Нігерії.

## Клубна кар'єра
У дорослому футболі дебютував 2012 року виступами за команду клубу «Кано Пілларс», в якій провів три сезони.
У липні 2014 року перейшов у катарський клуб «Аль-Кадісія», де відіграв наступний сезон своєї ігрової кар'єри. З командою нігерієць виграв Кубок Еміра Кувейту та національний Суперкубок, а також перший міжнародний трофей — Кубок АФК.
6 червня 2015 року уклав дворічний контракт з португальським клубом «Уніан Мадейра», але вже за результатами першого сезону клуб вилетів з Прімейри, через що влітку 2016 року перейшов у кіпрський «Анортосіс».
На початку 2018 року став гравцем грецького «Бурсаспора».

## Виступи за збірну
2013 року залучався до складу молодіжної збірної Нігерії. На молодіжному рівні зіграв у 6 офіційних матчах.
2014 року дебютував в офіційних матчах у складі національної збірної Нігерії. Того ж року у складі внутрішньої збірної (в якій грали лише представники чемпіонату Нігерії) став бронзовим призером Чемпіонату африканських націй.
2016 року захищав кольори олімпійської збірної Нігерії на Олімпійських іграх 2016 року у Ріо-де-Жанейро, на якому команда здобула бронзові олімпійські нагороди. У складі цієї команди провів 5 матчів.
У складі національної збірної був учасником чемпіонату світу 2018 року у Росії. Наразі провів у формі головної команди країни 26 матчів.

## Досягнення
- Володар Кубка Еміра Кувейту: 2014/15
- Володар Суперкубка Кувейту: 2014
- Володар Кубка АФК: 2014
- Чемпіон Кіпру: 2020/21
- Володар Суперкубка Кіпру: 2021
- Володар Кубка Кіпру: 2021/22

Збірні
- Бронзовий призер Африканських ігор: 2015
- Бронзовий олімпійський призер: 2016
- Бронзовий призер Кубка африканських націй: 2019